# Labroides rubrolabiatus
Labroides rubrolabiatus es una especie de peces de la familia Labridae en el orden de los Perciformes.

## Morfología
Los machos pueden llegar alcanzar los 9 cm de longitud total.

## Distribución geográfica
Se encuentra desde Samoa hasta las Islas de la Sociedad, las Islas de la Línea, la Polinesia Francesa y Pitcairn.